# Harad
 Ovo je glavno značenje pojma Harad. Za druga značenja pogledajte Harad (razdvojba).
Harad je zemlja u Međuzemlju, izmišljenom svijetu J. R. R. Tolkiena.
Harad (sindarinski: jug) je zemlja južno od Mordora i Gondora. Naseljen je divljim barbarskim plemenima ljudi zvanih Haradrim, Haradwaith ili Južnjaci. Prema Aragornovom opisu Harada pretpostavlja se da se on nalazio na južnoj polutci Arde. Postojalo je mnogo Haradskih plemena, koja su često bila neprijateljski raspoložena. Harad se dijelio na bliski i daleki Harad te se i njihov narod tako dijelio. Ljudi iz bliskoga Harada imali su smeđu kožu, s crnom kosom i tamnim očima dok su ljudi iz dalekog Harada imali crnu kožu. Za vrijeme Drugoga doba bili su pod utjecajem Numenorejaca. Nakon potopa Numenora bili su pod vlašću Crnih Numenorejaca ili pod vlašću Gondora na sjeveru, ali su ubrzo pali pod utjecaj Saurona. Harad je velikim dijelom bio pustinja i džungla, a u njemu su živjele životinje poznate kao Mumakili ili Olifanti, stvorenja slična slonovima no mnogo veća. Haradrimi su ih koristili kao borbene životinje. Ratovali su za Saurona te su bili u savezu s Umbarskim gusarima. Bili su dobri konjanici, nosili su sablje kao oružje dok im je barjak bila crna zmija na crvenoj podlozi. Nakon poraza u Ratu za prsten sklopili su sporazum s Gondorom.